# Xinchengzi, Yongchang
Xinchengzi (kinesiska: 新城子) är en köping i nordvästra Kina. Den ligger i Yongchang härad i staden Jinchang i provinsen Gansu, omkring 310 kilometer nordväst om provinshuvudstaden Lanzhou. Antalet invånare är 20 624. Befolkningen består av 9 798 kvinnor och 10 826 män. Barn under 15 år utgör 19,0 %, vuxna 15-64 år 72 %, och äldre över 65 år 8,0 %.